# یوساکو ماتسودا
یوساکو ماتسودا (انگلیسی: Yusaku Matsuda؛ ۲۱ سپتامبر ۱۹۴۹ – ۶ نوامبر ۱۹۸۹) هنرپیشهٔ اهل ژاپن بود که بین سال‌های ۱۹۷۲ تا ۱۹۸۹ میلادی فعالیت می‌کرد. مادر وی از اهالی کشور کره بود که با یک ژاپنی ازدواج کرده بود.
از فیلم‌هایی که وی در آن‌ها نقش داشته است، می‌توان به و آنگاه اشاره نمود.